# Kraftwerk Little Barford
Das Kraftwerk Little Barford ist ein mit Erdgas betriebenes GuD-Kraftwerk in Little Barford in der Grafschaft Bedfordshire in England. Das neben dem Fluss Great Ouse gelegene und von der RWE Generation UK betriebene kalorische Kraftwerk weist eine installierte Leistung von 727 MW auf.

## Allgemeines
Ursprünglich befand sich an dem Standort ein Kohlekraftwerk mit einer installierten Leistung von 120 MW. Dieses bestand aus zwei Turbosätzen zu je 60 MW. Das Kohlekraftwerk wurde am 26. Oktober 1981 geschlossen und 1989 abgerissen.
Die nachfolgenden Bauarbeiten zu dem GuD-Kraftwerk begannen im Jahr 1994, im Jahre 1996 wurde der Betrieb aufgenommen. Das GuD-Kraftwerk besteht aus zwei Gasturbinen, beide wurden von General Electric gebaut, und einer Dampfturbine von Alstom.
Im Jahre 2002 wurde auf dem Kraftwerksgelände versuchsweise ein Batteriespeicher basierend auf Polysulfid-Bromid-Akkumulatoren mit einer Maximalleistung von 12 MW und einer Speicherkapazität von 120 MWh installiert um Lastschwankungen im Stromnetz auszugleichen. Die Speicheranlage kam aufgrund von technischen Schwierigkeiten nicht über den Versuchsbetrieb hinaus.